# Callionymus moretonensis
Callionymus moretonensis es una especie de peces de la familia Callionymidae en el orden de los Perciformes.

## Distribución geográfica
Se encuentra al noroeste de Australia, Melanesia y Papúa Nueva Guinea.